# 敗家仔 (1981年電影)
《敗家仔》是1981年上映的香港武打電影，由洪金寶執導，元彪、林正英主演。電影故事取材自清末武術名家梁贊之事跡。林正英憑本作知名度大開，榮獲第2屆香港电影金像奖最佳动作指导大獎。

## 劇情
佛山富家子梁贊（元彪飾）性好習武，因為是九代單傳獨生子，所以父母不斷派錢給梁贊的對手假裝打輸，使贊自以為功夫了得還自封「打通街」，但佛山人私下戲稱他為「派通街」，都看不起這沽名釣譽的敗家子。
某日，梁赞好友大少文調戲誤以為是女兒身的花旦梁二娣（林正英飾），後反被二娣戏弄教訓。大少文狼狈找梁赞出头，但被武功高強的梁二娣擊敗並奚落，始知自己的漂亮戰績全是父母派錢營造的假象。得知真相後，贊決心拜娣為師，但二娣嫌梁贊是紈絝子弟不屑收其為徒，贊便請父母買下整個戲班以便親近二娣，為討娣歡心更自願擔任戲班小武行日夜跟隨侍奉。
滿清王爺僧格林沁之义子倪飛（陳勳奇飾）武藝高強，在孫、羅兩名侍衛陪同下四處尋訪高手比試。雖名為比試，但實際上倪飛從不點到為止而是全力相搏，故敗於倪飛之人非死即殘。某日於劇團看戲時，驚見二娣之超凡武藝而起較量之心，便藉機宴請整個戲班並於席間強逼梁二娣出手，騎虎難下的二娣無奈出戰，打到一半娣因哮喘發作而罷手。
豈知僧格林沁事先對孫、羅二人有密令不可讓倪飛比武受傷，必要時可暗殺倪飛看上的對手。於是，孫、羅二人帶著一眾殺手瞞著倪飛夜襲戲班，戲班內不論男女皆遭割喉暗殺，梁二娣雖即時發現但哮喘未癒難以自保，幸得贊力救而倖免於難。兩人逃入鄉間，隱居於娣之師兄黃華寶（洪金寶飾）比鄰的小屋養傷，即便梁贊搭救二娣且自戲班至今殷勤侍奉半年之久，二娣依然對梁贊十分冷淡，黃華寶也對梁二娣冷落梁贊的舉動十分不解。
原來梁二娣以為梁贊習武只為好勇鬥狠而拒收梁贊，但在梁贊義正嚴詞反駁，加上黃華寶出言相激後回心轉意收贊為徒。雖然梁贊盡得二娣真傳，但梁二娣因為身型矮小之故只學過詠春短橋而未諳長橋套路，希望梁贊青出於藍的二娣使計讓熟習全套詠春且武功更高強的黃華寶也收梁贊為徒，經黃華寶調教後梁贊功夫大成。後來梁二娣哮喘惡化難以下床，黃華寶遂與梁贊商議帶二娣回佛山治療。
回佛山後卻巧遇倪飛一行人登門造訪，二娣一見倪飛便痛斥他為一己之私罔顧無辜的劇團人命。正當倪飛滿腹狐疑時，孫、羅二人持銳器上前刺殺梁二娣，得手後旋即向驚怒的倪飛賠罪，並全盤托出夜襲經過與僧格林沁之吩咐，而二娣臨死前囑咐梁贊別跟身分尊貴的倪飛起衝突，不然將禍延全家。
舉葬之日，倪飛滿心愧疚前往捻香，未料自己與高手較量之舉竟害那麼多人無辜慘死，已將孫、羅二人斬首以慰娣在天之靈，又與僧格林沁斷絕關係。梁贊不領情，違背二娣遺命向倪飛挑戰以報師仇，最後梁贊於悲憤中擊敗倪飛。

## 對比
戲中兩個被溺愛的敗家子梁贊和倪飛，富家子梁贊的父母怕兒子受傷，用花錢的方式買通，結果害他不知天高地厚，而身邊聚集的也都是趨炎附勢者；有真功夫的倪飛則喜歡強逼人「切磋」，雖說倪飛本身不是嗜殺作惡的壞蛋，也不趁人之危，但下手不知輕重總把人打死或殘廢，讓不少習武之人為了他的嗜好被迫付出生命身體，且同樣怕兒子受傷的倪父僧格林沁其保護手段更是殘酷蠻橫，害許多無辜之人遭殃，故同為溺愛敗家的倪飛一家比起梁贊一家更是害人害己罪大惡極。

## 人物角色
| 角色名稱                                           | 演員   | 粵語配音 | 簡介                                                                     |
| -------------------------------------------------- | ------ | -------- | ------------------------------------------------------------------------ |
| 梁贊                                               | 元彪   | 鄧榮銾   | 主角，從敗家仔成為一代宗師                                               |
| 梁二娣（英語：Leung_Yee-tai （页面存档备份，存于） | 林正英 | 朱子聰   | 詠春高手，身形矮小故只通短橋打法，有哮喘毛病無法久戰。後遭暗算而死       |
| 倪飛                                               | 陳勳奇 | 馮錦倫   | 個性正直但出手兇殘的王孫子弟                                             |
| 黃華寶                                             | 洪金寶 | 金貴     | 梁二娣師兄，長短橋兼具，武功在二娣之上                                   |
| 易通財                                             | 陳龍   | 陳永信   | 梁家管家，忠心聽話但愚笨                                                 |
| 孫大人                                             | 鍾發   | 林保全   | 倪飛手下，因襲殺二娣與戲班成員被倪飛下令斬首                             |
| 羅大人                                             | 狄威   | 盧傑群   | 倪飛手下，因襲殺二娣與戲班成員被倪飛下令斬首                             |
| 歐玉桂                                             | 韋白   | 盧傑群   | 戲班團員，愛拈花惹草的登徒浪子，被孫、羅帶領的刺客割喉                   |
|                                                    | 李海生 | 賈鳳梧   | 受梁父聘請教授梁贊武功的師父，看在錢的份上一直隱忍梁贊，武功平平心術不正 |
|                                                    | 錢月笙 | 盧傑群   | 受梁父聘請教授梁贊武功的師父，看在錢的份上一直隱忍梁贊，武功平平心術不正 |
|                                                    | 午馬   |          | 客串，敲詐四處派錢的易通財                                               |
|                                                    | 田俊   |          | 客串                                                                     |
|                                                    | 張景坡 |          | 戲班班主，被孫、羅帶領的刺客割喉                                         |
| 奀妹                                               | 何慧嫻 |          | 黃華寶女兒，溫柔善良                                                     |
|                                                    | 陳有后 | 吳桐     | 梁贊父，家財萬貫的富商                                                   |
|                                                    | 林靜   |          | 梁贊母                                                                   |
|                                                    | 李文泰 |          | 教頭                                                                     |
| 僧格林沁                                           | 王俠   | 吳桐     | 倪飛父，自私狠辣、罔顧人命                                               |
|                                                    | 劉秋生 |          |                                                                          |
|                                                    | 彭潤祥 |          |                                                                          |
|                                                    | 錢昇瑋 | 林保全   | 梁贊損友，惹事生非後就找梁贊出面當打手                                   |
|                                                    | 周金江 |          | 梁贊損友，惹事生非後就找梁贊出面當打手                                   |
|                                                    | 吳勉勤 |          | 梁贊損友，惹事生非後就找梁贊出面當打手                                   |
|                                                    | 班潤生 |          |                                                                          |
|                                                    | 夏國榮 |          |                                                                          |
|                                                    | 譚鎮東 |          |                                                                          |
|                                                    | 元武   |          |                                                                          |
|                                                    | 蕭玉   |          |                                                                          |
|                                                    | 蕭玉龍 |          |                                                                          |
|                                                    | 石崗   |          |                                                                          |

## 獎項
| 年份 | 頒獎典禮            | 獎項         | 獲提名                       | 結果 |
| ---- | ------------------- | ------------ | ---------------------------- | ---- |
| 1983 | 第2屆香港電影金像獎 | 最佳影片     |                              | 提名 |
| 1983 | 第2屆香港電影金像獎 | 最佳導演     | 洪金寶                       | 提名 |
| 1983 | 第2屆香港電影金像獎 | 最佳武術指導 | 洪金寶、元彪、林正英、陳會毅 | 獲獎 |
| 1983 | 第2屆香港電影金像獎 | 十大華語片   |                              | 獲獎 |

## 電影分級
| 國家/地區 | 分級 |
|           | 15   |